# Engaeus nulloporius
Engaeus nulloporius é uma espécie de crustáceo da família Parastacidae.
É endémica da Austrália.